# Kiler (album)
Kiler – ścieżka dźwiękowa do filmu komediowego Juliusza Machulskiego - Kiler. Zawiera piosenki z poprzedniego albumu Elektrycznych Gitar (Na krzywy ryj) oraz kilka nowych utworów, nagranych już z nowym perkusistą. To właśnie z tej płyty pochodzi jeden z największych przebojów formacji, piosenka Kiler, która doczekała się teledysku z fragmentami filmu.
Soundtrack osiągnął status platynowej płyty.

## Lista utworów
1. „Pomyłka” (instr.) (L. Paduch, J. Sienkiewicz)
2. „Kiler” (J. Sienkiewicz)
3. „Jak zwierzęta” (J. Sienkiewicz)
4. „Jesteś słodka” (J. Sienkiewicz)
5. „Solniczką”
6. „Deszcze niespokojne”
7. „Ona jest pedałem” (P. Łojek)
8. „Orła cień”
9. „Zlecenie” (instr.) (J. Sienkiewicz)
10. „Chcemy być sobą”
11. „Zabić Siarę” (instr.) (L. Paduch, T. Grochowalski, J. Sienkiewicz)
12. „Pizza Kiler (Trio sonata for violin, lute & basso continuo in C-maior RV82)”
13. „Co ty tutaj robisz” (J. Sienkiewicz)
14. „Piosenka dla działacza” (J. Sienkiewicz)
15. „W porównaniu” (J. Sienkiewicz)
16. „Sado/Maso (Demimonde)”
17. „Złodziej samochodowy” (A. Korecki)

## Wykonawcy
- Kuba Sienkiewicz -  gitara elektryczna, śpiew
- Piotr Łojek - instrumenty klawiszowe, gitara elektryczna
- Tomasz Grochowalski – gitara basowa, perkusja
- Aleksander Korecki - saksofon, flet
- Leon Paduch – perkusja
- Jarosław Kopeć – perkusja

oraz:
- Agnieszka Betley - chórki